# اخبار الخلیج
اخبار الخلیج (عربی: أخبار الخليج) اولین روزنامه در پادشاهی بحرین است که در تاریخ ۱ فوریه ۱۹۷۶ تأسیس شد. این روزنامه خبرهای گوناگون بین‌المللی و محلی را در ۳۶ صفحه پوشش می‌دهد. این روزنامه همچنان تا امروز منتشر و توزیع می‌شود. انور محمد عبدالرحمان، هیئت مدیره روزنامه است و عبدالمنعم ابراهیم سردبیر آن است.